# Tasmansk bjergpeber
Tasmansk bjergpeber (Tasmannia lanceolata el. Drimys lanceolata) er en busk, som stammer fra det sydøstlige Australien og Tasmanien. Busken bliver fra 2 til 10 meter høj. Bladene bliver 4 til 12 cm lange, de tørres og bruges som krydderi i enten malet eller groft malet form. Bærene kommer kun, hvis man har en han- og en hunplante, dvs. at planten er særbo. Bærene er ca. på størrelse med ærter. 
Bærene ser sorte ud, men er faktisk meget mørkerøde. Bærene bruges ligeledes som krydderi. Tasmansk bjergpeber eksporteres bl.a. til Japan for at blive brugt til at pifte wasabi mere op. Bærene indeholder ydermere flere antioxidanter end blåbær. Planten formeres enten med stiklinger eller frø. Planten ses kun sjældent i Danmark, men enkelte gourmetrestauranter bruger krydderiet.